# Gustav Seligmann

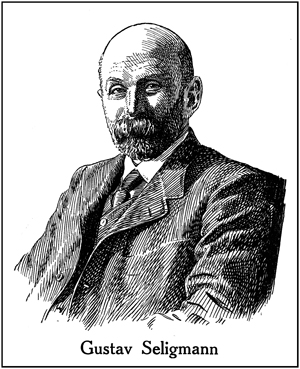
Gustav Seligmann

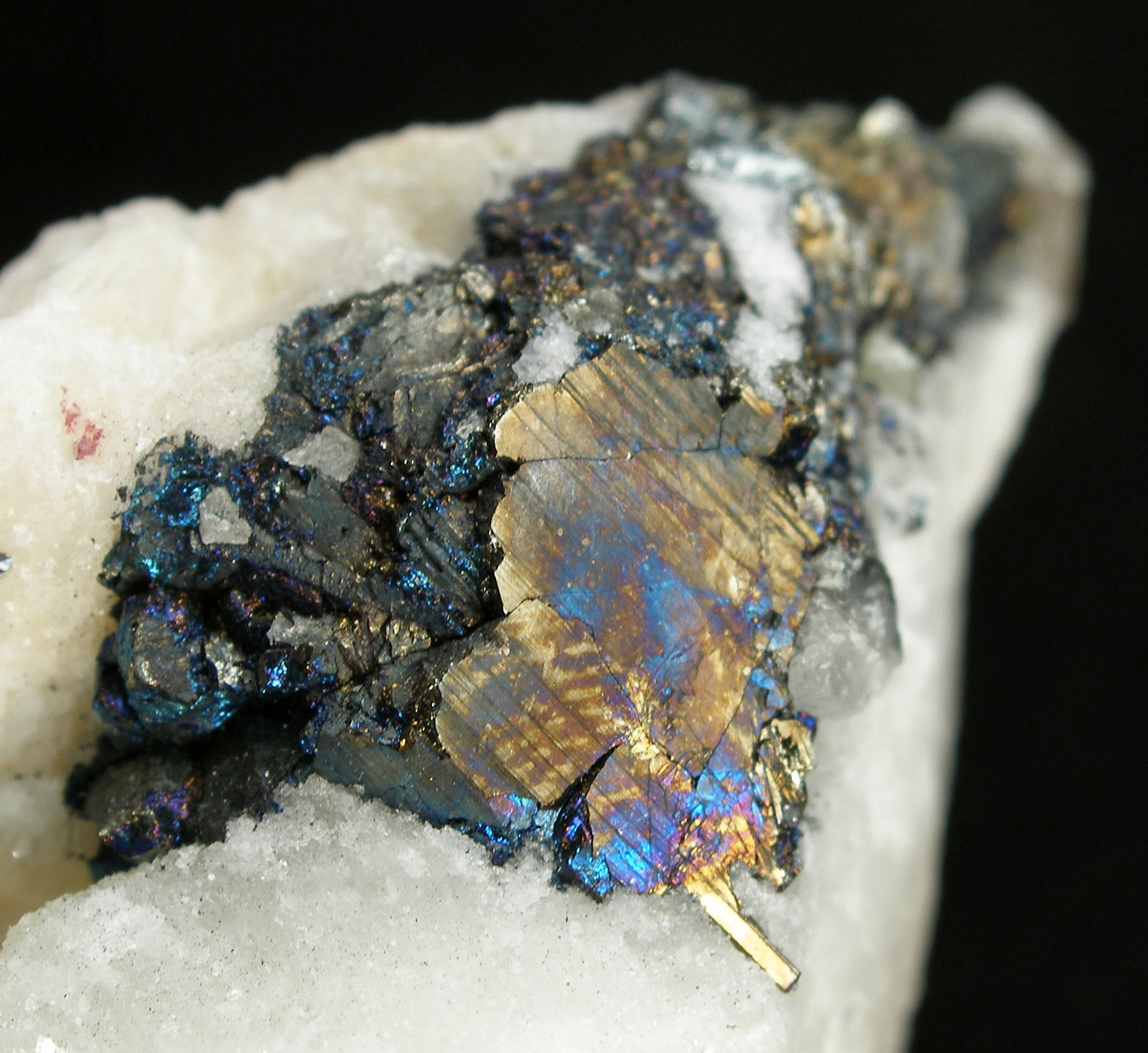
Das nach Seligmann benannte Mineral Seligmannit

Gustav Seligmann (* 31. Mai 1849 in Koblenz; † 28. Juni 1920 ebenda) war ein deutscher Bankier. Von 1872 bis 1920 leitete er das Bankhaus Seligmann. Neben seiner beruflichen Tätigkeit betätigte er sich als ein in Fachkreisen anerkannter Mineraloge.

## Biographie

### Beruflicher und gesellschaftlicher Werdegang
Gustav Seligmann wurde als einziges Kind von Sarah, geborene Rosenik (1829–1890), und Bernhard Seligmann (1815–1899) geboren. Der Vater leitete das Koblenzer Bankhaus Seligmann. Die Familie war ursprünglich jüdischer Herkunft. Gustav Seligmann war das erste Mitglied seiner Familie, das schon als Säugling christlich getauft wurde.
Nach dem Abitur auf dem Königlich Preußischen Gymnasium in Koblenz im Jahre 1868 leistete Gustav Seligmann seinen einjährigen Wehrdienst ab. 1870 nahm er als Leutnant des 2. Rheinischen Husaren-Regiments Nr. 9 am Deutsch-Französischen Krieg teil, war jedoch nicht an Kampfhandlungen beteiligt. Danach absolvierte er eine kaufmännische Ausbildung und trat 1872 – als einziger Erbe seines Vaters – in das Bankhaus der Familie ein, das neben dem Koblenzer Stammhaus eine Niederlassung in Köln hatte. Im selben Jahr heiratete er Maria Liebermann von Sonnenberg, „Mieze“ genannt, die einer preußischen Offiziersfamilie entstammte. Die Eheleute bekamen vier Kinder: zwei Söhne, Georg und Paul, die in die Bank eintraten, und zwei Töchter, Helene und Elisabeth, die preußische Offiziere heirateten.
Nach dem Tod des Vaters im Jahre 1899 verlegte Gustav Seligmann den Stammsitz der Bank in das Gebäude Neustadt 6 in Koblenz; das angrenzende Haus Nr. 5 ließ er mit Räumen für Gesellschaften und Konzerte in eine repräsentative Stadtvilla umbauen. Am 2. Juli 1911 feierte das Bankhaus in festlichem Rahmen seinen 100. Geburtstag.
Mit Ausbruch des Ersten Weltkriegs beteiligte sich das Bankhaus Seligmann am Verkauf von Kriegsanleihen. Gustav Seligmann ging darüber hinaus, indem er sein gesamtes privates Vermögen – geschätzte vier bis fünf Millionen Mark – sowie Teile des Eigenkapitals der Bank in Kriegsanleihen investierte. Vermutlich legte er auch Kundengelder in Kriegsanleihen an. Wegen der Kriegsniederlage des Deutschen Reichs war das Geld verloren. Nach der Insolvenz der Bank im Jahre 1932 gab der Treuhänder Max Rhee auf einer Gläubigerversammlung bekannt, dass diese fehlgeschlagenen Investitionen dazu beitragen hätten.
1905 erhielt Gustav Seligmann in Anerkennung seiner Verdienste um das Gemeinwohl den Titel Kommerzienrat und 1918 Geheimer Kommerzienrat verliehen.
Nach der deutschen Niederlage im Ersten Weltkrieg zog sich Gustav Seligmann von vielen seiner Ehrenämtern zurück. Er und seine Frau Maria starben am 28. Juni 1920 innerhalb von fünf Stunden, was Anlass zu Spekulationen gab. In beiden Fällen wurde in der Todesanzeige „Herzschlag“ als Ursache angegeben.

### Politik, Kultur und Soziales
Ab 1896 gehörte Gustav Seligmann der Koblenzer Stadtverordnetenversammlung an, politisch stand er der Nationalliberalen Partei nahe. In dieser Funktion engagierte er sich insbesondere für die Interessen der Preußischen Armee. So setzte er sich etwa für einen Ausbau der Kasernenbauten im Moselweißer Feld auf Kosten der Stadt Koblenz ein, die dafür einen Kredit über 2,5 Millionen Mark aufnehmen musste. Von 1914  bis 1919 war er Beigeordneter der Stadt. Zudem war er Mitglied im Deutschen Flottenverein, dessen Zweck es war, das Interesse der Bevölkerung für eine weltpolitische Rolle der Kaiserlichen Marine zu wecken. Der Historiker Ulrich Offerhaus: „In Überstimmung mit der unter Kaiser Wilhelm II. […] Militarisierung der Politik […] ging Seligmanns Engagement für die militärische Aufrüstung über die sehr persönlich gefärbte Verehrung seiner Eltern für das ‚alte‘ preußisch-deutsche Kaiserpaar weit hinaus.“ Während des Krieges spendete er größere Summe an das Rote Kreuz und die Nationalstiftung für die Hinterbliebenen der im Kriege Gefallenen.
Von seinem Großvater Leopold Seligmann und von seinem Onkel Jakob hatte Gustav Seligmann eine Kunstsammlung geerbt, die er fortwährend erweiterte. Es handelte sich um eine umfangreiche Sammlung aus Möbeln und Bildern, Teppichen, Spiegeln und anderen Objekten, mit denen er sein Stadtpalais in Koblenz schmückte. Die Sammlung wurde nach seinem Tod im Laufe der 1920er und 1930er Jahre nach und nach versteigert, im vergeblichen Versuch, die Existenz des Bankhauses zu sichern. Auktionatoren waren unter anderem Paul Cassirer und Hugo Helbing, der Kunsthistoriker Otto von Falke war für die Bewertung der Sammlungen zuständig.
Neben seinen politischen Aktivitäten hatte Seligmann zahlreiche Ämter sowie Mitgliedschaften inne, darunter im Kunst-, Kunstgewerbe- und Altertumsverein für den Regierungsbezirk Coblenz, im Verschönerungsverein für Coblenz und Umgegend, dem Verein für Denkmalpflege und Heimatschutz, in der Rheinischen Gesellschaft für wissenschaftliche Forschung und im Philharmonischen Verein. Zudem errichtete er gemeinsam mit Familienangehörigen eine Stiftung zur Unterstützung von jungen Menschen aus Koblenz, die die Handelshochschule in Köln besuchten. Gemeinsam mit seiner Frau Maria unterstützte Gustav Seligmann auch soziale Einrichtungen, die insbesondere ledige schwangere Frauen versorgten. So finanzierten sie den Bau des Kaiserin-Augusta-Haus, eines Heimes für Wöchnerinnen. Auch setzte sich Seligmann für die Errichtung einer Lungenheilstätte ein.

### Mineralogie
Nach seinem Wehrdienst im Jahre 1868 und bevor er in das Bankhaus eintrat, studierte Seligmann einige Semester Geologie und Mineralogie bei Gustav Rose an der Universität in Berlin. Auf Reisen sammelte er Minerale; weitere erhielt er von anderen Mineraliensammlern geschenkt und untersuchte sie. Insbesondere widmete er sich der Kristallographie. Seine Erkenntnisse stellte er in Vorträgen bei wissenschaftlichen Gesellschaften und in Zeitschriften vor und machte sich so in der Fachwelt einen Namen. Einen besonders intensiven Kontakt pflegte er mit Gerhard vom Rath. Auch in diesem Bereich engagierte er sich ehrenamtlich, so als „Sections-Director“ für den Bereich Mineralogie im Naturhistorischen Verein.
Gustav Seligmann machte mineralogische Studienreisen, vornehmlich in das Binntal in der Schweiz. Dort sammelte er Minerale vor allem in der Grube Lengenbach. 1899 wurde er Mitglied der Schweizerischen Geologischen Gesellschaft. Die Sammlung bewahrte er in seinem Haus in einem separaten Raum neben seinem Büro auf.
Viele Exemplare aus der Mineraliensammlung von Gustav Seligmann wurden in dem Lehrbuch Das Mineralreich (1903) von Reinhard Brauns fotografisch abgebildet. 1901 benannte der Mineraloge Heinrich Baumhauer ein seltenes Mineral nach ihm Seligmannit. Von der Universität Bonn wurden seine Leistungen mit dem Titel eines Ehrendoktors gewürdigt. Als Seligmann 1920 starb, schrieb sein Freund Victor Goldschmidt den Nachruf und veröffentlichte ihn in seiner Zeitschrift Beiträge zur Krystallographie und Mineralogie. Seligmanns Erkenntnisse hätten sich „durch Feinheit der Beobachtung und Präzision der Messung und Zeichnung“ ausgezeichnet: „Seligmann liebte jedes einzelne Stück seiner Sammlung und kannte es nach Fundort, Erwerbungsart und krystallographischer Bedeutung.“
Seine Mineraliensammlung erwarb später Carl Bosch und befindet sich heute im Smithsonian.